# مانجو (طبق دومينيكاني)
مانجو (بالإسبانية: Mangú)‏ هو طبق دومينيكي تقليدي، يُقدم في الفطور أو الغداء أو العشاء.

## طريقة التحضير
يتم إعداد طبق المانجو عن طريق تقطيع موز الجنة الناضج أو غير الناضج إلى قطع أصغر ومن ثم غليه في ماء مملح. بعدها يُهرس موز الجنة المسلوق مع الزبدة أو السمن النباتي أو الزيت والقليل من ماء السلق الذي تم فيه غلي قطع موز الجنة حتى يصبح قوامه قشدي، وهذا الهريس هو الذي يُعرف بـ«مانجو». يوضع فوق الهريس بصل أحمر مقلي مُضاف إليه الملح والخل. وغالباً ما يقدم مع الطبق جبنة بيضاء مقلية (Queso Frito)، وسلامي دومينكاني مقلي (يُعرف في جمهورية الدومينيكان باسم «بولونيا» (bologna))، وبيض. مصطلح «لوس تريس غولبيس» (Los tres golpes) ويترجم حرفياً إلى «الضربات الثلاثة» ويعني مانجو مع الجبن والسلامي الدومينيكاني والبيض.
يٌستهلك هذا الطبق كوجبة إفطار أو عشاء معتادة، في كثير من الأحيان بين طبقات المجتمع المتوسطة والفقيرة بالنظر إلى التكلفة الاقتصادية لصنعه؛ ومع ذلك لا يوجد أي تحديد اجتماعي في الاستهلاك كونه جزءًا من النظام الغذائي المعتاد لجميع سكان الجمهورية الدومينيكية تقريباً ولا تختلف طريقة تحضيره على الإطلاق بين الأغنياء والفقراء. يتم تقديم المانجو في العديد من المطاعم والفنادق في البلاد، حيث يتم تقديمه كطبق دومينيكاني نموذجي ويطلب بكثرة من السياح.

## الأصل
يمكن إرجاع هرس موز الجنة وغليه إلى الأفارقة في منطقة الكونغو الذين نُقلوا إلى الجزيرة أثناء فترة تجارة الرقيق. كانت الكلمة الأصلية عبارة عن شيء يشبه كلمة «مانجوسي» وتُستخدم للإشارة إلى تقريباً أي خضروات جذرية كانت تُسلق وتُهرس.
التفسير الأكثر ترجيحًا هو أن هذه كلمة ذات أصول أفريقية، حيث لا يوجد دليل معاصر على أصل أمريكي للكلمة.  